# Massud Ali-Mohammadi
Massud Ali-Mohammadi (auch Masoud Alimohammadi; anhörenⓘpersisch مسعود علی‌محمدی‎; * 24. August 1959; † 12. Januar 2010 in Teheran) war ein iranischer Teilchenphysiker und Professor an der Universität Teheran.

## Leben
Ali-Mohammadi hat an der Scharif-Universität für Technologie in Physik promoviert. In seinen Publikationen befasste er sich überwiegend mit Kosmologie, Hochenergie-Physik und Quantenphysik. Am 12. Januar 2010 wurde der theoretische Teilchenphysiker bei einem Bombenanschlag in Teheran getötet. Der Iran beschuldigt die Vereinigten Staaten und Israel, in das Attentat verwickelt zu sein. Als Begründung wurde Sabotage des iranischen Atomprogramms genannt.
Das Gegenargument lautet, dass Ali-Mohammadi theoretischer Teilchenphysiker und nicht Kernphysiker war. Außerdem habe die iranische Atomenergiebehörde offiziell dementiert, dass Ali-Mohammadi bei ihr angestellt war. „Mit dem an sich blamablen Zugeständnis, dass westliche Geheimdienste in Teheran nach Belieben operierten, wolle das Regime seine These stützen, dass ausländische Agenten auch die Proteste nach den iranischen Präsidentschaftswahlen 2009 orchestriert haben“, so Gary Sick, Iran-Experte an der Columbia-Universität in New York. Unbestätigten Berichten aus reformistischen Kreisen nach stehe Ali-Mohammadis Name auf einer Liste von Akademikern, die den iranischen Oppositionsführer Mir Hossein Mussawi unterstützen.
In den Medien wird im Zusammenhang mit der Ermordung Massud Ali-Mohammadis an die bislang ungeklärte Vergiftung Ardeshir Hosseinpours, eines 2007 verstorbenen iranischen Experten für Elektrodynamik, und das mysteriöse Verschwinden des Kernphysikers Schahram Amiri (2009) erinnert.
Bei der Beerdigung am 14. Januar 2010 in Teheran nahmen mehrere tausend Menschen teil. Die Hälfte der Trauergäste waren Augenzeugen zufolge Anhänger der Opposition, einige hatten grüne Fahnen bei sich, die Farbe der Oppositionsbewegung. Es kam im weiteren Verlauf zu Handgreiflichkeiten zwischen Trauergästen und Sicherheitskräften.